# BYD L3
Der BYD L3 ist ein PKW des chinesischen Herstellers BYD Auto, welcher auf der Auto China 2010 formell präsentiert und im selben Jahr eingeführt wurde.
Der L3 ist die dritte Kompaktklasse-Limousine von BYD nach dem BYD F3 und dem BYD G3. Preislich und in der Ausstattung ist der L3 oberhalb der beiden anderen Modelle platziert, so besitzt er den 1,8-Liter-Motor des G3 und ein serienmäßiges Navigationssystem. Für chinesische Autos noch immer unüblich, sind Airbags für Fahrer und Beifahrer serienmäßig. Seitliche Vorhangairbags gibt es im Paket zusammen mit einem TV-Empfänger. 
Der BYD L3 wird nur in Asien angeboten und kostet in China 92.800 und in der gehobenen Ausstattung 118.800 Yuan (Stand 2010).